# 非凡任务
《非凡任务》（英語：Extraordianry Misson），是一部于2017年上映的中国电影，麥兆輝、潘耀明聯合導演，莊文強編劇，为摄影师潘耀明的导演处女作。由黄轩、段奕宏、郎月婷、祖峰、邢佳栋、王耀庆领衔主演，2017年3月31日于中国大陆上映。

## 剧情
警隊上司李建國安插在販毒集團的臥底林凱，逐步滲透到「雙鷹」販毒集團後，發現幕後頭目「老鷹」與十年前李建國作為臥底時所調查的販毒集團有關。在取得「老鷹」信任的過程中，林凱不幸沾染上毒癮。林凱一面努力抵制毒品對他的侵蝕，一面查尋「老鷹」的制毒基地。卻意外得知「老鷹」抓住了李建國當年共同參與緝毒行動的上司甯志，為向李建國復仇，老鷹將寧志囚禁了十年。為了解救戰友，李建國毅然隻身赴約，林凱也孤身前往救援。等待他們的是又一個「非凡任務」。

## 演员
| 演员   | 角色   | 介绍         |
| 黄轩   | 林凯   |              |
| 段奕宏 | 老鹰   | 贩毒集团首脑 |
| 郎月婷 | 清水   | 老鹰养女     |
| 祖峰   | 李建国 |              |
| 邢佳栋 | 张海涛 |              |
| 王耀庆 | 罗东方 |              |
| 丁勇岱 |        | 李建国上司   |

## 电影歌曲
| 曲别   | 歌名     | 演唱者   | 作词 | 作曲 |
| 宣传曲 | 蜉蝣     | 黄轩     |      |      |
| 片尾曲 | 非凡时代 | 南征北战 |      |      |

## 票房
中國大陸收獲1.56億人民幣。